# Krishan Kumar
Krishan Kumar (ur. 25 sierpnia 1982) – indyjski zapaśnik walczący w stylu wolnym. Złoty medalista igrzysk wspólnoty narodów w 2002 i wicemistrz Wspólnoty Narodów w 2003 roku.